# Ковалёв, Александр Яковлевич
Алекса́ндр Я́ковлевич Ковалёв (13 сентября 1942, село Лещаное, Воронежская область — 7 апреля 2024 года) — глава администрации Воронежской области (1992—1996), глава города Воронежа (2000—2003).
На протяжении всего срока правления Ковалёва регион был самым некриминальным в стране.

## Биография
Родился 13 сентября 1942 года в с. Воробьёвка.
Окончил Воронежский техникум железнодорожного транспорта в 1960 году, Воронежский политехнический институт по специальности «Организация производства» в 1964 году.
С 1964 года работал в Воронеже: машинист тепловоза на заводе оборонной промышленности, в 1966—1972 годы — мастер, старший мастер завода тяжёлых экскаваторов им. Коминтерна; в 1972—1977 годах — старший мастер тепловозоремонтного завода им. Дзержинского; в 1977—1980 — мастер участка, инженер-технолог, инженер-конструктор, начальник отдела снабжения, старший мастер механического завода № 6 города Воронеж. В 1980 году — старший инженер-диспетчер в воронежском производственном объединении кузнечно-прессового оборудования им. Калинина; в 1980—1987 годы — заместитель начальника цеха, начальник отдела материально-технического снабжения производственного объединения по выпуску тяжёлых экскаваторов им. Коминтерна. С 1987 года — заместитель генерального директора, с 1988 по 1991 год — генеральный директор производственного объединения по выпуску тяжёлых механических прессов «Воронежтяжмехпресс».
Избирался народным депутатом РФ и депутатом Воронежского городского Совета.
Являлся членом КПСС до 1991 года.
В августе 1991 года был избран председателем исполкома Воронежского городского Совета народных депутатов. 10 апреля 1992 года Президентом Ельциным был назначен главой администрации Воронежской области, занимал эту должность до сентября 1996 года. В период, когда он занимал этот пост, с 1993 года его стали называть губернатором Воронежской области.
12 декабря 1993 года был избран в Совет Федерации. С января 1996 года входил в состав Совета Федерации РФ по должности, являлся членом Комитета СФ по делам Федерации, Федеративному договору и региональной политике, членом Мандатной комиссии СФ.
18 сентября 1996 года был назначен полномочным представителем Президента РФ в Республике Северная Осетия-Алания и в Республике Ингушетия.
С 1999 по 2000 год — торговый представитель РФ на Украине.
24 декабря 2000 года был избран мэром Воронежа, набрав 43 % голосов избирателей, участвовавших в голосовании, и опередив прежнего мэра Александра Цапина.
В 2002 году присвоено звание «Почётный гражданин города Воронежа».
4 ноября 2003 года досрочно сложил с себя полномочия без указания причин.
Умер 7 апреля 2024 года после тяжёлой продолжительной болезни в возрасте 81 года. Гражданская панихида прошла в Воронежском концертном зале. Отпевание состоялось в Покровском соборе. Похоронен на Коминтерновском кладбище.